# William DuVall
William Bradley DuVall (Washington D. C.; 6 de septiembre de 1967) es un cantante estadounidense, conocido por ser el vocalista de la banda de rock Comes with the Fall y Alice in Chains.

## Biografía
DuVall comenzó en el mundo de la música introduciéndose en la corriente punk de Atlanta, formando el grupo Awareness Void of Chaos.
En 1983 DuVall contribuyó en algunas composiciones de la controvertida banda Neon Christ. Con ellos compuso dos álbumes y giró otras tantas veces antes de que el grupo se separase en 1986. Posteriormente, DuVall fundó la banda No Walls, basada en la música y figura de Jimi Hendrix, trabajo que compaginaba con sus estudios de filosofía.
En 1994 DuVall coescribió el tema de Dionne Farris I Know, lo que le valió un premio ASCAP en ese mismo año. A finales de la década de 1990, el cantante formaría el grupo Madfly, actuando como compositor, cantante y guitarrista. Con ellos editó dos álbumes, Get the Silver y White Hot in the Black, ambos publicados en el sello propio de DuVall, DVL Recordings. Aunque la banda consiguió un cierto empuje comercial, sus miembros tomaron caminos diferentes. Algunos de ellos, entre los que se encontraba DuVall, formaron la banda Comes with the Fall.
En 2000 DuVall y el guitarrista de Alice in Chains, Jerry Cantrell, se conocieron y se hicieron amigos, gracias a lo cual se puede explicar la gran cantidad de conciertos que han dado juntos durante las giras de Cantrell como presentación de sus discos en solitario. Ya en 2006, Alice in Chains anuncia su reunión con DuVall en sustitución de Layne Staley, muerto de una sobredosis en 2002, por lo cual se realizó una gira entre 2006 y 2007 alrededor de los Estados Unidos y Europa.
En 2009 Alice in Chains edita su álbum "Black Gives Way to Blue" con la participación de DuVall en las vocales e inicia una serie de giras internacionales.
En 2013 Alice in Chains publicó su nuevo trabajo en estudio "The Devil Put Dinosaurs Here", con William de nuevo en las voces.
En 2018 Alice in Chains publicó su tercero álbum con DuVall, "Rainier Fog".